# Black Swan (방탄소년단의 노래)
《Black Swan》은 2020년 1월 17일에 발매된 대한민국의 보이그룹 방탄소년단의 네 번째 정규 음반 《MAP OF THE SOUL : 7》의 선 공개곡이자 수록곡이다.

## 차트

### 주간 차트
| 차트                            | 최고 순위 |
| ------------------------------- | --------- |
| 대한민국 (가온 디지털 차트)     | 7         |
| 대한민국 (가온 다운로드 차트)   | 2         |
| 대한민국 (가온 스트리밍 차트)   | 9         |
| 미국 (빌보드 핫 100)            | 57        |
| 일본 (재팬 핫 100)              | 31        |
| 영국 (OCC 싱글 차트)            | 46        |
| 캐나다 (캐나디안 핫 100)        | 63        |
| 오스트레일리아 (ARIA 싱글 차트) | 87        |
| 뉴질랜드 (RMNZ 싱글 차트)       | 9         |